# 賀惟忠
賀惟忠（？—973年），忻州定襄县（今山西省定襄县）人，五代後周至北宋时期将领。
賀惟忠年轻时勇敢，善于騎射。后汉年間，在道左拜見郭威，陈述自己有武艺。郭威喜欢賀惟忠，把他留在部下。后周建立后，作为柴荣幕下，上奏补任供奉官，没有辞谢便入朝。柴荣大怒，即位后没有重用賀惟忠。北宋建国，賀惟忠任儀鸞副使，后来担任易州知州，守卫北边有功。進升为正使。開宝二年（969年），趙匡胤親征北漢，賀惟忠以易州刺史兼易定祁等州都巡检使。战場上中流矢負傷。開宝六年（973年），因破傷風而亡。趙匡胤很伤痛，让他儿子賀昭度担任供奉官，后来官至西京作坊使。淳化年間，賀昭度知通遠軍，获罪应当棄市，減死一等流放商州。